# Музей вина и речного судоходства (Бержерак)
Музей вина и речного судоходства (фр. Musée ethnographique du vin, de la tonnellerie et de la batellerie) — этнографический музей, находящийся во французском городе Бержераке департамента Дордонь административного региона Аквитания.

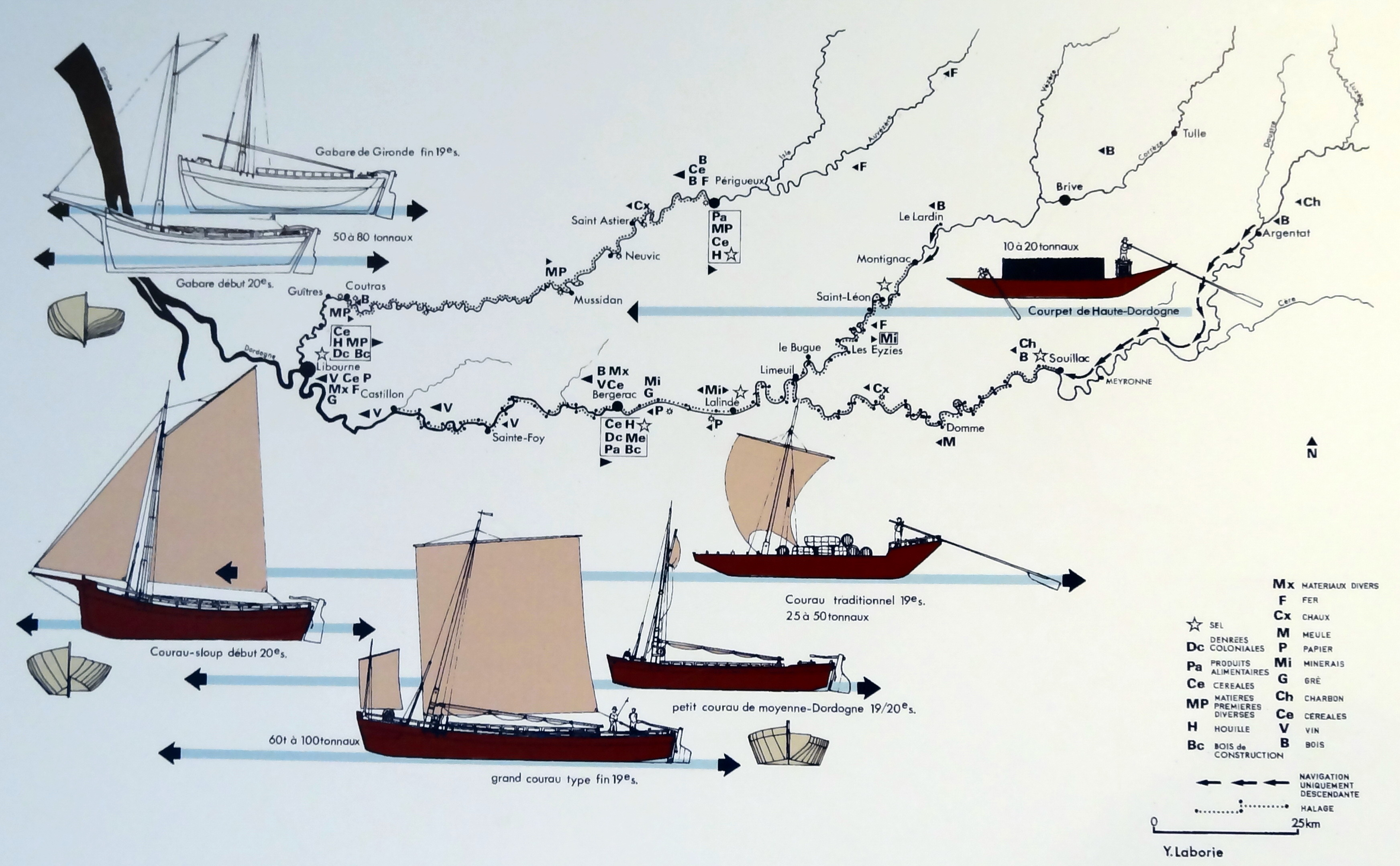
Типы речных судов и товары, перевозившиеся в районе Бержерака (из экспозиции музея)

Коллекции музея представляют разнообразные аспекты речного судоходства и торговли вином в историческом регионе Пурпурный Перигор. В постоянной экспозиции собраны предметы, фотографии, архивные документы и множество макетов речных судов. Также большое внимание уделено истории возникновения и развития Бержерака.
Экспонаты, представленные на первом этаже музея, рассказывают о местных традициях бондарства, ремеслу, в прошлом внёсшему существенный вклад в экономический успех города Бержерак. Коллекция, размещённая на втором этаже, посвящена виноградарству и виноторговле в винодельческом районе Бержерак. На третьем этаже музея собрано множество моделей разнообразных плашкоутов и других речных судов, ходивших по реке Дордонь.
Старинные плашкоуты, которые здесь называются габарами, реставрированы и пришвартованы у набережной quai Salvette; туристы имеют возможность отправиться в речные прогулки по Дордони на этих плашкоутах.